# Хасанов мост
Хасановият мост (на гръцки: Γεφύρι του Χασάν) е недействащ средновековен византийски или османски акведукт в Северна Гърция.
Разположен е на изток от село Нусретли (Никифорос) и на юг от Горно Шимширли (Ано Пиксари), дем Бук, Гърция, вдясно до самия път Драма – Бук.
Според една от версиите мостът от турската народна песента „Драмски мост“ е именно Хасановият мост.